# إنصاف (اسم)
إِنْصَاف هو اسم علم مؤنث من أصل عربي، ومعناه هو العدل وبلوغ النصف.